# Ntumba Danga
Ntumba Danga, właśc. Francis Ntumba Danga (ur. 27 lipca 1963) – piłkarz z Demokratycznej Republiki Konga występujący na pozycji obrońcy.

## Kariera klubowa
W sezonie 1993/1994 Danga występował w belgijskim pierwszoligowym zespole KFC Lommel, a w sezonie 1995/1996 był zawodnikiem francuskiego Stade Brestois 29, grającego w trzeciej lidze.

## Kariera reprezentacyjna
W 1994 roku Danga został powołany do reprezentacji Zairu na Puchar Narodów Afryki, zakończony przez Zair na ćwierćfinale. Zagrał na nim w meczach z Mali (1:0; czerwona kartka) i Nigerią (0:2).
W 1996 roku ponownie znalazł się w składzie na Puchar Narodów Afryki. Wystąpił na nim w spotkaniach z Gabonem (0:2), Liberią (2:0) i Ghaną (0:1), a Zair ponownie odpadł z turnieju w ćwierćfinale.